# پیسانگتسا (گمینا کالینووو)
پیسانگتسا (به لهستانی:  Pisanica) یک روستا در لهستان است که در گمینا کالینووو واقع شده‌است. پیسانگتسا ۳٬۰۰۰ نفر جمعیت دارد.